# Rajon Sastawna
Rajon Sastawna (ukrainisch Заставнівський район/Sastawniwskyj rajon; russisch Заставнянский район/Sastawnjanski rajon, rumänisch Raionul Zastavna) war ein Rajon (administrativer Bezirk) in der Oblast Tscherniwzi, in der West-Ukraine.

## Geographie
Das Zentrum des Rajons war die Stadt Sastawna. Der Rajon grenzte im Norden an die Rajone Salischtschyky und Borschtschiw (beide als Teil der Oblast Ternopil), im Osten an den Rajon Chotyn, im Südosten an den Rajon Nowoselyzja, im Süden an die Oblasthauptstadt Czernowitz, im Südwesten an den Rajon Kizman sowie im Westen auf einem kurzen Stück an den Rajon Horodenka in der Oblast Iwano-Frankiwsk.

## Geschichte
Der Rajon wurde 1940 nach der Besetzung der Nordbukowina durch die Sowjetunion als Teil der Ukrainischen SSR errichtet. Mehr als 99 Prozent der Einwohner gaben 2001 ihre Nationalität mit ukrainisch an. Bis auf die Orte Rschawynzi und Balamutiwka lagen alle Orte in der historischen Landschaft Bukowina.
Am 10. Februar 2006 wurde das bis dahin Mussoriwka (Мусорівка) genannte Dorf in Mossoriwka umbenannt.
Am 17. Juli 2020 kam es im Zuge einer großen Rajonsreform zur Auflösung des Rajons und Anschluss des Rajonsgebietes an den neugebildeten Rajon Tscherniwzi.

## Administrative Gliederung
Auf kommunaler Ebene war der Rajon in 1 Stadtratsgemeinde, 1 Siedlungsratsgemeinde und 32 Landratsgemeinden unterteilt, denen jeweils einzelne Ortschaften untergeordnet waren.
Zum Verwaltungsgebiet gehörten:
- 1 Stadt
- 1 Siedlung städtischen Typs
- 37 Dörfer

### Stadt
| Städte                   | Städte     | Städte   | Städte    | Städte   |
| Name                     | Name       | Name     | Name      | Name     |
| ukrainisch transkribiert | ukrainisch | russisch | rumänisch | deutsch  |
| ------------------------ | ---------- | -------- | --------- | -------- |
| Sastawna                 | Заставна   | Заставна | Zastavna  | Zastawna |

### Siedlung städtischen Typs
| Siedlungen städtischen Typs | Siedlungen städtischen Typs | Siedlungen städtischen Typs | Siedlungen städtischen Typs | Siedlungen städtischen Typs |
| Name                        | Name                        | Name                        | Name                        | Name                        |
| ukrainisch transkribiert    | ukrainisch                  | russisch                    | rumänisch                   | deutsch (bis 1918)          |
| --------------------------- | --------------------------- | --------------------------- | --------------------------- | --------------------------- |
| Kostryschiwka               | Кострижівка                 | Кострыжовка (Kostryschowka) | Costrijeni                  | Kostryzówka                 |

### Dörfer
| Dörfer                   | Dörfer          | Dörfer                                | Dörfer                  | Dörfer           | Dörfer              |
| Name                     | Name            | Name                                  | Name                    | Name             | Gemeindezuordnung   |
| ukrainisch transkribiert | ukrainisch      | russisch                              | rumänisch               | deutsch          | Gemeindezuordnung   |
| ------------------------ | --------------- | ------------------------------------- | ----------------------- | ---------------- | ------------------- |
| Babyn                    | Бабин           | Бабин (Babin)                         | Babin                   | Babin            | Babyn               |
| Balamutiwka              | Баламутівка     | Баламутовка (Balamutowka)             | Balamutca               | –                | Balamutiwka         |
| Bojantschuk              | Боянчук         | Боянчук                               | Bosânceni, Boianceni    | Bojanczuk        | Bojantschuk         |
| Bridok                   | Брідок          | Бродок (Brodok)                       | Vadul Nistrului, Brodoc | Brodok           | Bridok              |
| Chreschtschatyk          | Хрещатик        | Крещатик (Kreschtschatik)             | Crişceatec              | Kryszczatek      | Chreschtschatyk     |
| Dobryniwzi               | Добринівці      | Добрыновцы (Dobrynowzy)               | Dobronăuţi              | Dobronoutz       | Dobryniwzi          |
| Doroschiwzi              | Дорошівці       | Дорошовцы (Doroschowzy)               | Doroşăuţi               | Doroschoutz      | Doroschiwzi         |
| Horischni Scheriwzi      | Горішні Шерівці | Горишни Шеровцы (Gorischni Scherowzy) | Şerăuţii de Sus         | Oberscheroutz    | Horischni Scheriwzi |
| Horoschiwzi              | Горошівці       | Горошовцы (Goroschowzy)               | Horoşăuţi               | Horoschoutz      | Horoschiwzi         |
| Jabluniwka               | Яблунівка       | Яблоневка (Jablonewka)                | Vrâncenii Noi           | Dwór Jabłonowski | Werentschanka       |
| Jossypiwka               | Йосипівка       | Иосиповка (Iossipowka)                | Iosipovca               | Józefówka        | Swenjatschyn        |
| Jurkiwzi                 | Юрківці         | Юрковцы (Jurkowzy)                    | Iurcăuţi                | Jurkoutz         | Jurkiwzi            |
| Kadubiwzi                | Кадубівці       | Кадубовцы (Kadubowzy)                 | Cadobeşti               | Kadobestie       | Kadubiwzi           |
| Kuliwzi                  | Кулівці         | Кулевцы (Kulewzy)                     | Culeuţi                 | Kuleutz          | Kuliwzi             |
| Malyj Kutschuriw         | Малий Кучурів   | Малый Кучуров (Maly Kutschurow)       | Cuciurul Mic            | Kuczurmik        | Malyj Kutschuriw    |
| Mytkiw                   | Митків          | Митков (Mitkow)                       | Mitcău                  | Mitkeu           | Mytkiw              |
| Mossoriwka               | Мосорівка       | Мосоровка (Mossorowka)                | Mosoreni                | Mossorówka       | Mossoriwka          |
| Onut                     | Онут            | Онут                                  | Onut                    | Onuth            | Onut                |
| Pohoriliwka              | Погорілівка     | Погореловка (Pogorelowka)             | Pohorlăuţi              | Pohorloutz       | Pohoriliwka         |
| Prylyptsche              | Прилипче        | Прилипче (Priliptsche)                | Prelipcea               | Prelipcze        | Prylyptsche         |
| Repuschynzi              | Репужинці       | Репужинцы (Repuschinzy)               | Răpujineţ               | Repużynetz       | Repuschynzi         |
| Rschawynzi               | Ржавинці        | Ржавинцы (Rschawinzy)                 | Rjavinţi                | –                | Rschawynzi          |
| Rudka                    | Рудка           | Рудка                                 | Rudca                   | Rudka            | Babyn               |
| Sadubriwka               | Задубрівка      | Задубровка (Sadubrowka)               | Zadobruvca              | Zadobrowka       | Sadubriwka          |
| Samuschyn                | Самушин         | Самушин (Samuschin)                   | Samuşin                 | Samuszyn         | Samuschyn           |
| Schubranez               | Шубранець       | Шубранец                              | Şubrăneşti              | Schubranetz      | Schubranez          |
| Stepaniwka               | Степанівка      | Степановка (Stepanowka)               | Ștefănești              | Stefanówka       | Prylyptsche         |
| Swenjatschyn             | Звенячин        | Звенячин (Swenjatschin)               | Zvineace                | Zwiniacze        | Swenjatschyn        |
| Towtry                   | Товтри          | Товтры                                | Tăuteni                 | Toutry           | Towtry              |
| Tschornyj Potik          | Чорний Потік    | Черный Поток (Tscherny Potok)         | Pârâul Negru            | Czarnypotok      | Tschornyj Potik     |
| Tschunkiw                | Чуньків         | Чуньков (Tschunkow)                   | Cincău                  | Czinkeu          | Tschunkiw           |
| Wassyliw                 | Василів         | Васильев (Wassiljew)                  | Vasilău                 | Wassileu         | Wassyliw            |
| Waslowiwzi               | Васловівці      | Васлововцы (Waslowowzy)               | Vaslăuţi                | Wasloutz         | Waslowiwzi          |
| Werbiwzi                 | Вербівці        | Вербовцы (Werbowzy)                   | Verbăuţi                | Werboutz         | Werbiwzi            |
| Werentschanka            | Веренчанка      | Веренчанка                            | Vrânceni                | Werenczanka      | Werentschanka       |
| Wikno                    | Вікно           | Окно (Okno)                           | Ocna                    | Okna             | Wikno               |
| Wymuschiw                | Вимушів         | Вымушев (Wymuschew)                   | Vimuşiv                 | Wymusziw         | Babyn               |